# Estabelecimento Prisional de Évora
Das Estabelecimento Prisional de Évora ist ein Gefängnis in der portugiesischen Stadt Évora.
Es befindet sich am nordöstlichen Stadtrand und hat Platz für 45 Gefangene. Es ist eines von elf Gefängnissen des Gerichtsbezirks Évora, die sämtlich für männliche Häftlinge vorgesehen sind, mit Ausnahme des Gefängnisses von Odemira, in dem weibliche Insassen inhaftiert sind.
2007 wurde es unter der Regierung von José Sócrates umgebaut und mit Wirkung vom 31. Januar 2008 von einem Regionalgefängnis zu einem Hochsicherheitsgefängnis heraufgestuft. Seither werden dort insbesondere Gefangene mit einer früheren Funktion bei den Sicherheitskräften untergebracht, die bis dahin im aufgegebenen Gefängnis von Santarém untergebracht waren. So saßen hier beispielsweise zwei Polizisten ein, die zu vier Jahren Haft verurteilt wurden, nachdem sie im Sommer 2008 den deutschen Studenten Adrian Grunert auf der Wache im Bairro Alto körperlich angegangen waren, der zuvor außen an einem Wagen der Lissaboner Straßenbahn unzulässig mitgefahren war.
Seit Ende November 2014 verbringt der frühere Ministerpräsident José Sócrates dort die Untersuchungshaft.